# 多色丽蛛
多色丽蛛（学名：Chrysso rapulum）为球蛛科丽蛛属的动物。分布于韩国、日本、台湾岛以及中国大陆的辽宁、陕西、浙江、安徽、湖南、四川、福建等地，一般生活于香蕉、棕榈叶的下面以及在叶脉侧旁的地凹处结不规则网。